# Plagithmysus concolor
Plagithmysus concolor är en skalbaggsart. Plagithmysus concolor ingår i släktet Plagithmysus och familjen långhorningar.

## Underarter
Arten delas in i följande underarter:
- P. c. concolor
- P. c. munroi
- P. c. arachnipes